# Rapples Pan
Rapples Pan est une ville du Botswana.